# Zakkendragerssteeg
De  Zakkendragerssteeg is een steeg in het centrum van de Nederlandse stad Utrecht. De circa 130 meter lange steeg is gelegen tussen de Oudegracht en het Vredenburg.
De oudste vermelding van de steeg dateert uit 1425 als het Vredenburg nog het Catharijneveld heet en de steeg genoemd wordt als Sinte Catharijnensteege. Rond 1580 liet het stadsbestuur in of bij de steeg een wachtlokaal bouwen voor de zakkendragers die in het noordelijke stadsgebied werkzaam waren. In de 17e eeuw gingen deze sjouwers ook in de steeg wonen. De straatnaam met betrekking tot dit beroep komt in 1619 voor het eerst voor en gaandeweg de geschiedenis zal dit de definitieve naam voor de steeg worden.
In de steeg bevinden zich vandaag de dag tien rijksmonumenten in de vorm van huisjes met stallen en bergingen, de Kameren van Jan van Goch uit 1560. In 1976 werden deze eenvoudige huisjes omgevormd tot bedrijfsruimtes; de voorgevels bleven grotendeels gespaard.
Tijdens het beleg van Vredenburg(1576-1577) is de steeg gebruikt als schuilplaats door de belegeraars. Vanuit Vredenburg poogden de Spanjaarden om deze steeg en alles en iedereen daarin te vernietigen. Zonder succes overigens.
In de jaren 1930 is de aan de steeg parallel gelegen Lange Viestraat verbreed voor het verkeer in de oost-west route. Er waren echter ook plannen om niet de Lange Viestraat, maar de Zakkendragerssteeg te verbreden.

## Varia
- Cabaretier/zanger Herman Berkien noemt de steeg in het lied Uterech mu stad.

## Fotogalerij

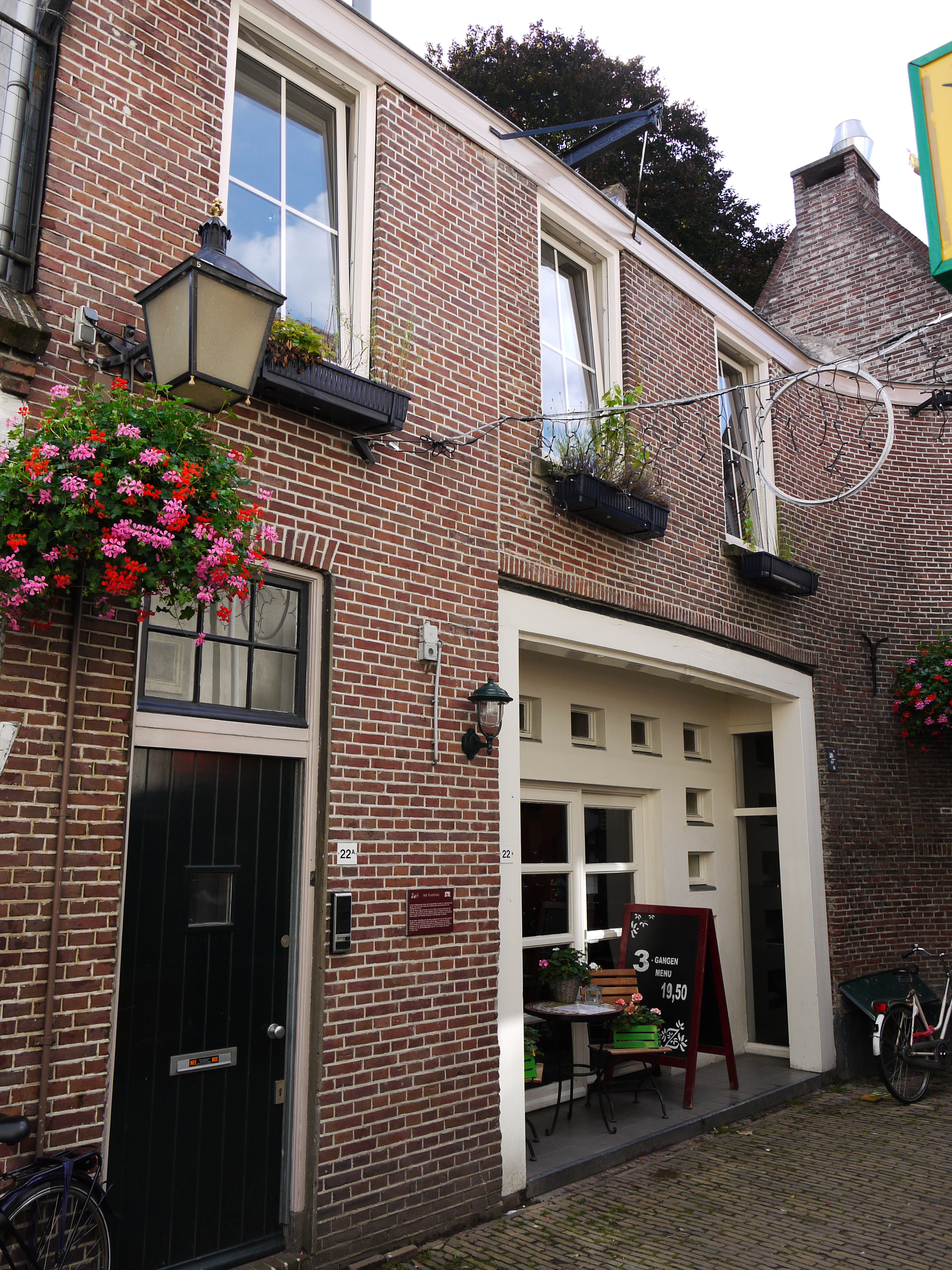
Zakkendragerssteeg 22
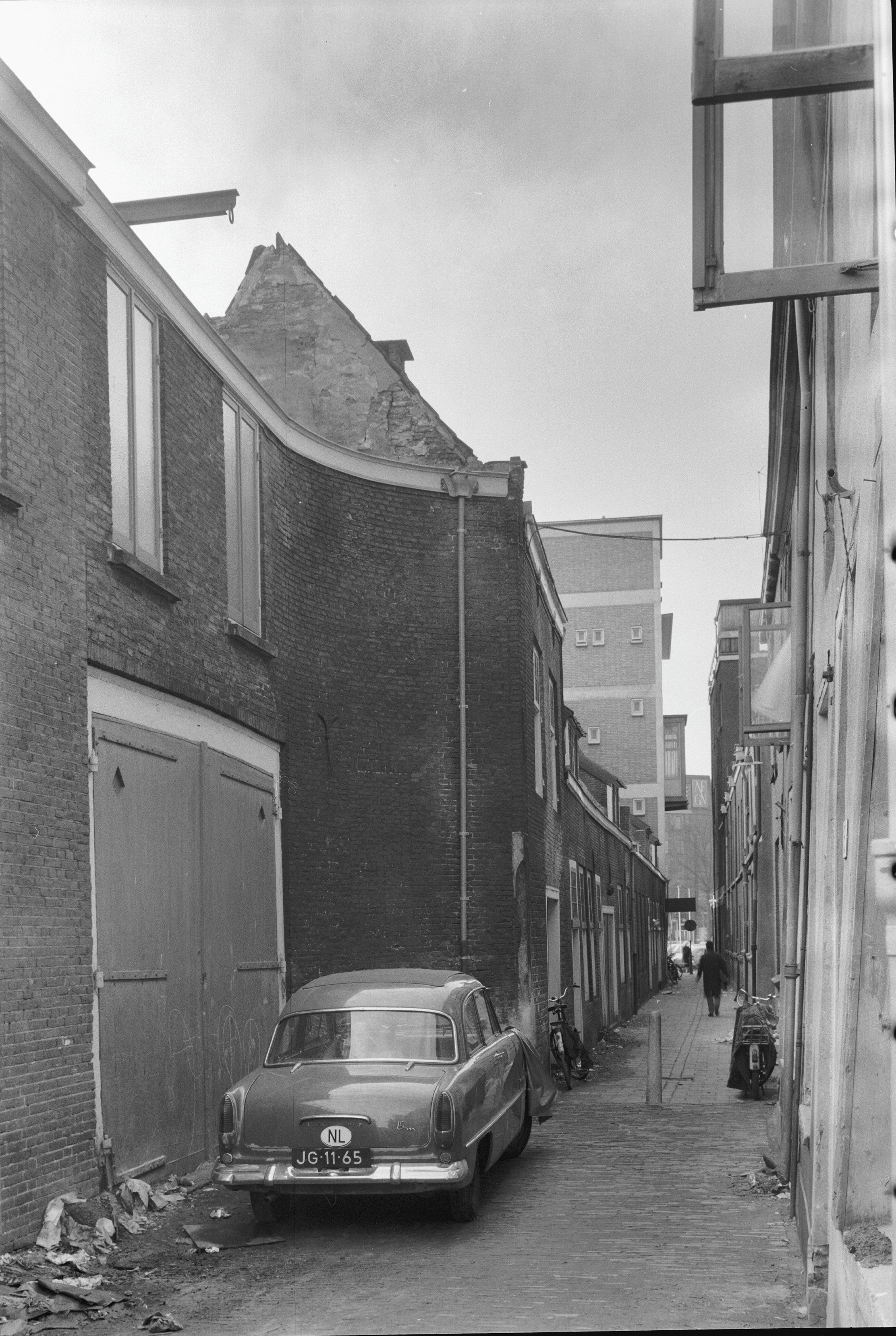
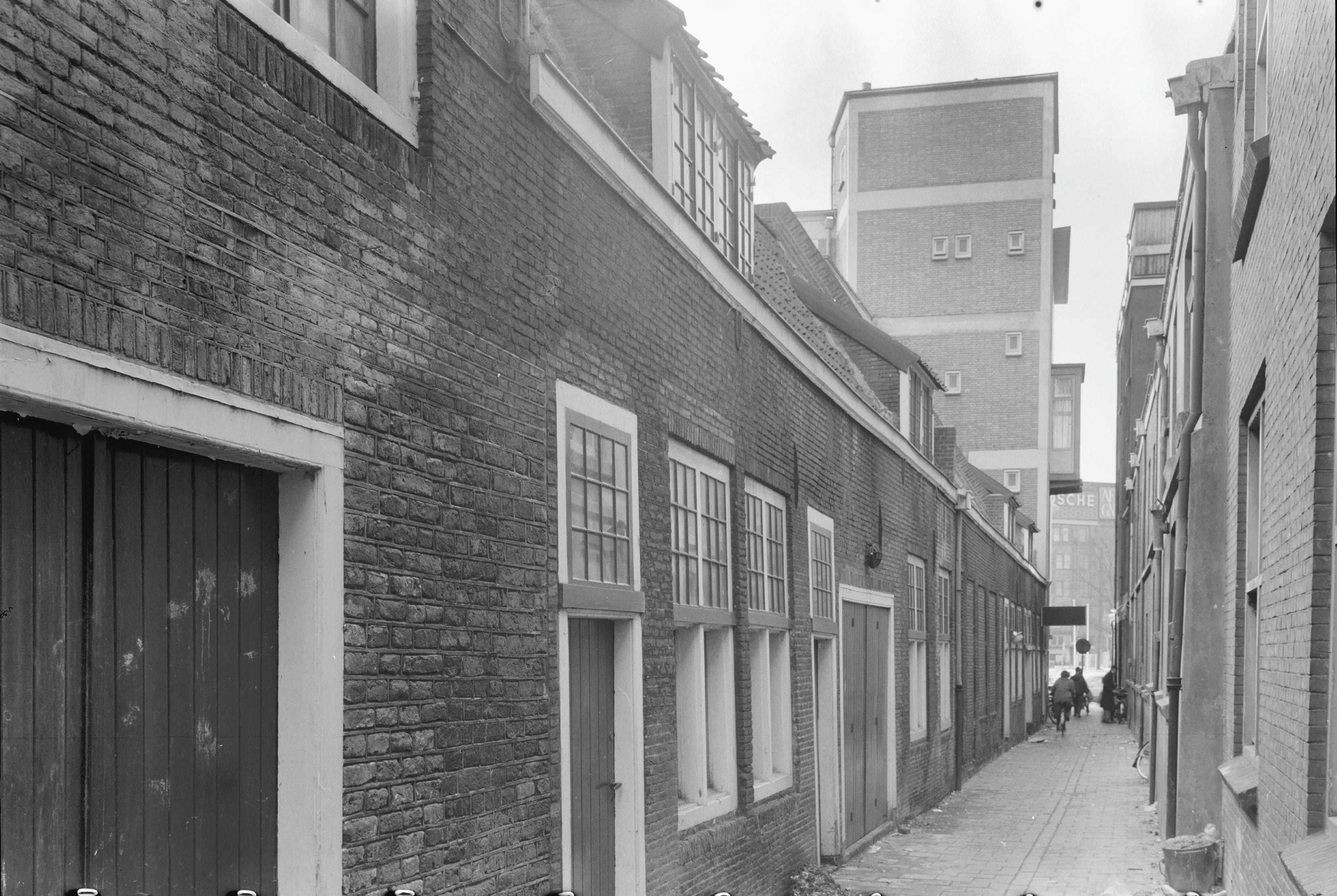
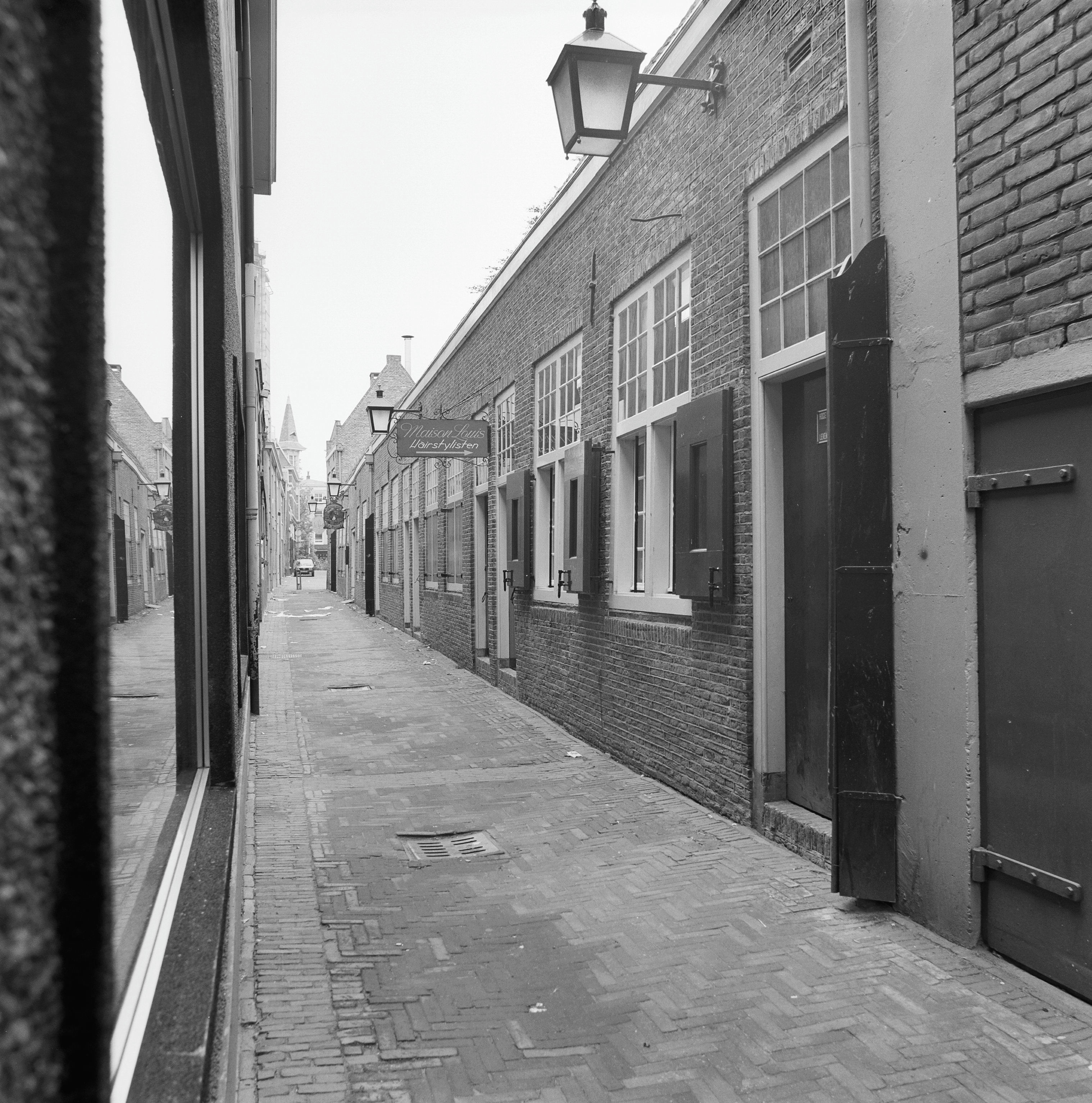
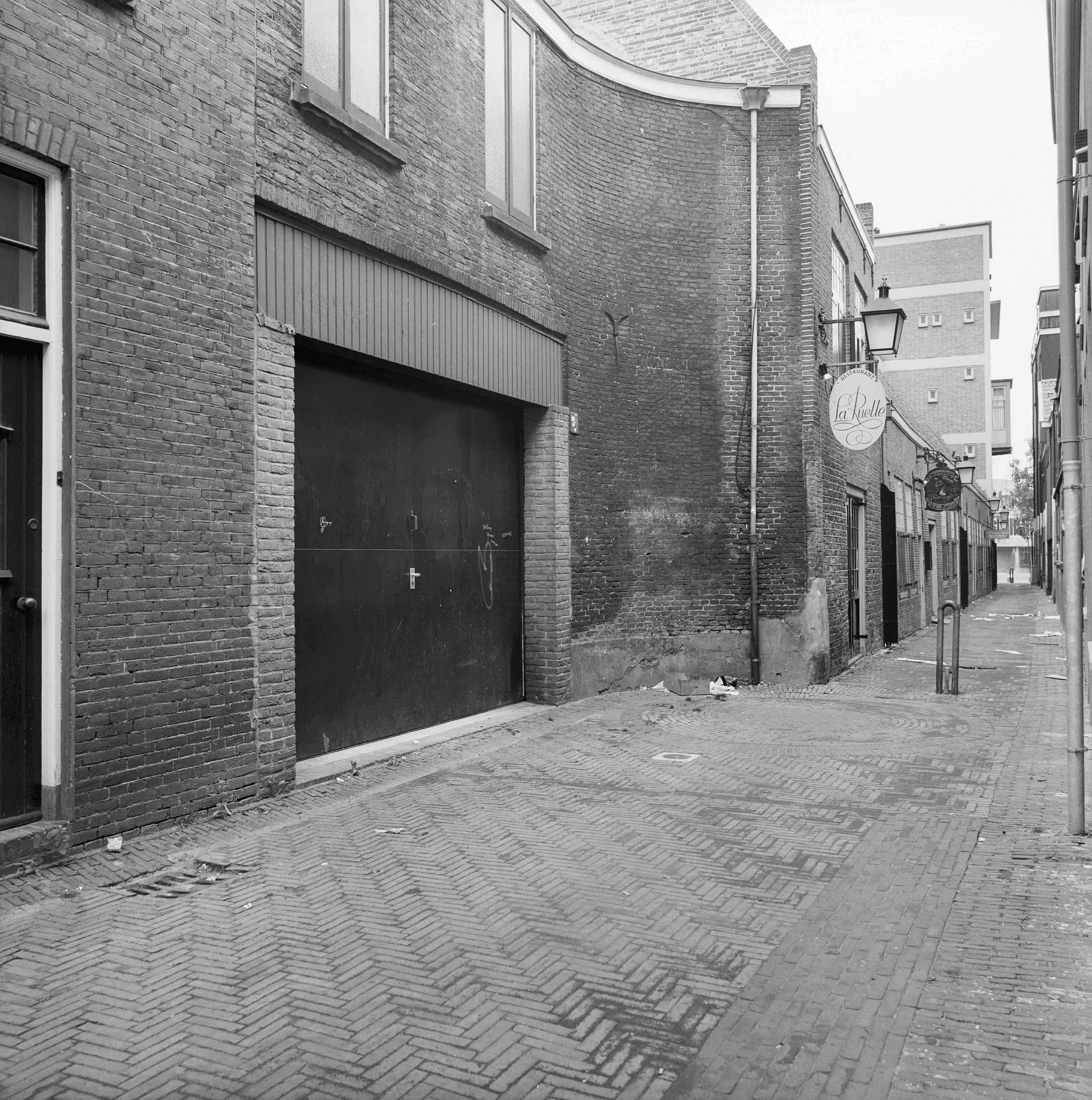
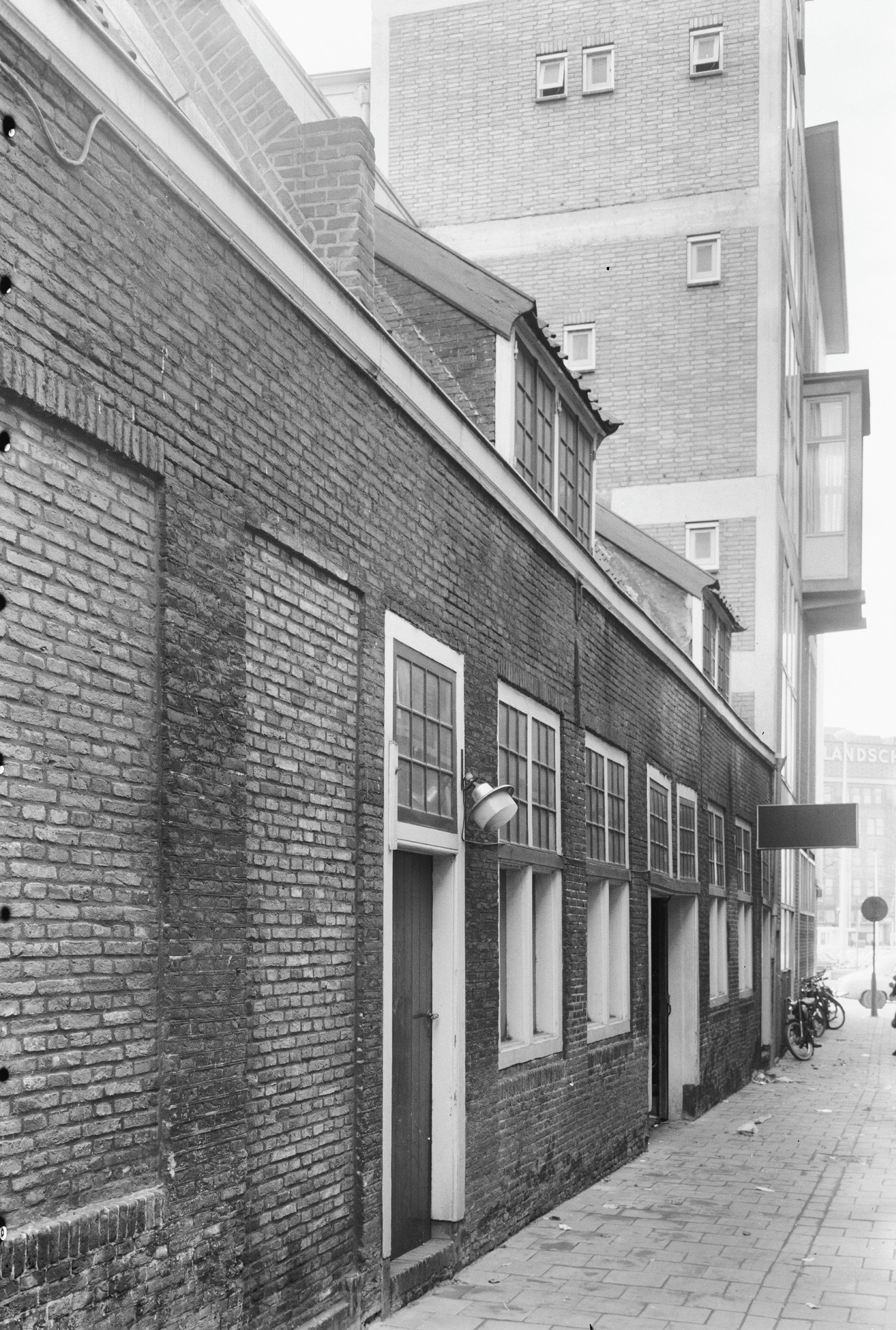
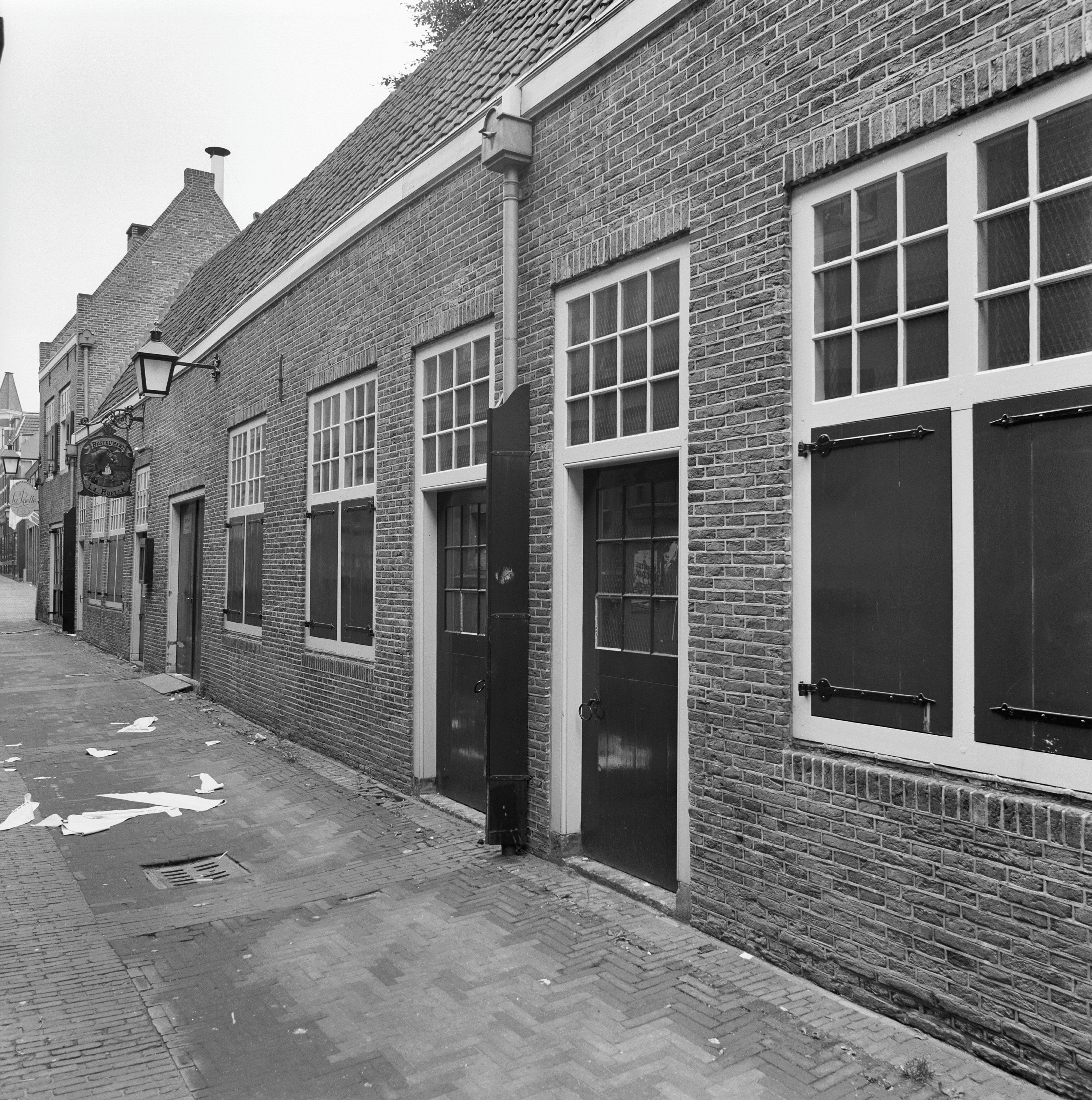